# 大和屋暁
大和屋 暁（やまとや あかつき、1972年7月27日 - ）は、日本の男性脚本家、作詞家、馬主。本名同じ。活動時には「やまとや ぎょう」の読みを使用することが多い（詳細はエピソードを参照）。

## 経歴・人物
父の大和屋竺は、鈴木清順作品やアニメ『ルパン三世』等を手掛けた脚本家であり、『荒野のダッチワイフ』等の映画監督である。父の門下である浦沢義雄に師事し、脚本家としてのキャリアをスタート。アニメの脚本を中心に活動している。2005年の『魔法戦隊マジレンジャー』から実写特撮ヒーロー作品にも参加している。
『金色のガッシュベル!!』や『武装錬金』等といった正統派バトルアニメから『人造昆虫カブトボーグ V×V』や『銀魂』等といったハイテンションアニメまで様々な作風を持つ。『デジモン』シリーズでは旧4作品（アドベンチャー・02・テイマーズ・フロンティア）と『デジモンセイバーズ』の両方に参加している唯一の脚本家である。
また『おジャ魔女どれみ』シリーズの「世界はラブアンドピース」や「深爪ファイター 〜キャンディ伊藤のテーマ」、『金色のガッシュベル!!』における「チチをもげ!」や「ベリーメロン」などなど、電波ソングと評される曲を作詞することも多い。『銀魂』の寺門通の曲に至っては過去にクレームが殺到した事並びに放送禁止用語連発のため、アニプレックスはじめ関係各所がおよび腰となりCD発売が出来ない等の状況に至っていたが、同作のテレビシリーズ終了後に「寺門通ファーストアルバム」が発売された。
2015年のインタビューでは、自主規制やDVD発売を前提とした商業展開、型にはまった原作ばかりの縮小再生産などに陥った放送業界に対し危機感を抱いていることを述べている。

## エピソード
- 『快盗戦隊ルパンレンジャーVS警察戦隊パトレンジャー』で大和屋が脚本を担当した第27話「言いなりダンシング」・第40話「心配が止まらない」・第45話「クリスマスを楽しみに」は同作品の3大ギャグ回と称されており、第40話の監督を務めた渡辺勝也はこれを「大和屋の真骨頂」と評している[3]。同作品への大和屋の参加は荒川稔久の降板に伴うものであったが、東映プロデューサーの宇都宮孝明は大和屋を起用した理由について「ぶっ飛んだ話なら得意だろう」と考えたことを挙げており[4]、大和屋も第27話のような系統の話を書くことを見込んでの起用だったのであろうと理解していた[1]。大和屋によれば、第31話「自首してきたギャングラー」・第32話「決闘を申し込む」の後は単発での発注しかなく、真面目な話を書く気がないと宇都宮に判断されたのだろうと述べている[1]。

### 名前についてのエピソード
出生時、父・竺は「堯」（ぎょう）と名づけることを望んだが、当時は人名として使用できない漢字であったため出生届が認められず、「暁」（あかつき）として届け出た。ただし、その後も息子のことは「ぎょう」と呼んでいたという。暁自身も活動時に「ぎょう」を使用することが多い。日本脚本家連盟の名簿にも「あかつき」と「ぎょう」が併記され「ぎょう」が先に記載されており、テレビアニメ『銀魂』第96話「男なら諦めるな」のオープニングクレジットや書籍でも「Gyo Yamatoya」と表記されている。
参加した様々なアニメで登場人物の名前やプロフィールの元ネタにされている。主な例は以下の通り。
- 「おジャ魔女どれみ」シリーズの登場人物「暁」（あかつき）の名前の元ネタになった。
- 『焼きたて!!ジャぱん』の登場人物「大和屋暁」の名前およびプロフィールの一部の元ネタになった。
- 『ブラック・ジャック』第52話「一瞬の目撃者」の登場人物「大和屋暁」の名前の元ネタになった。

### 競馬についてのエピソード
大の競馬ファンとして知られており、その点を上記の『焼きたて!!ジャぱん』登場時にネタにされたり、『おジャ魔女どれみ』シリーズではキャラクターや必殺技の名称を競馬絡みにしたり、実際に競馬を連想させるエピソード（『おジャ魔女どれみドッカ〜ン!』第35話「4級試験はのろろろろ〜?」）や競馬記事満載の東京スポーツネタを展開（『も〜っと!おジャ魔女どれみ』第40話「ハナちゃん、イモを掘る!」）したりを（物語の大筋に関わらない部分で）していた。なお、『銀魂』では登場人物が競馬で一攫千金を得ようとするオリジナルエピソードが作成されており、競馬新聞・競馬場・実況・審議等、非常にリアルな競馬描写がみられている。また『イクシオン サーガ DT』、『聖闘士星矢Ω』でもキャラクターの命名に競走馬の名前を引用している。また、『名探偵コナン』で脚本を担当するアニメオリジナル回においては、馬主や騎手の名前をゲストキャラクター等の名前に引用することが多い。

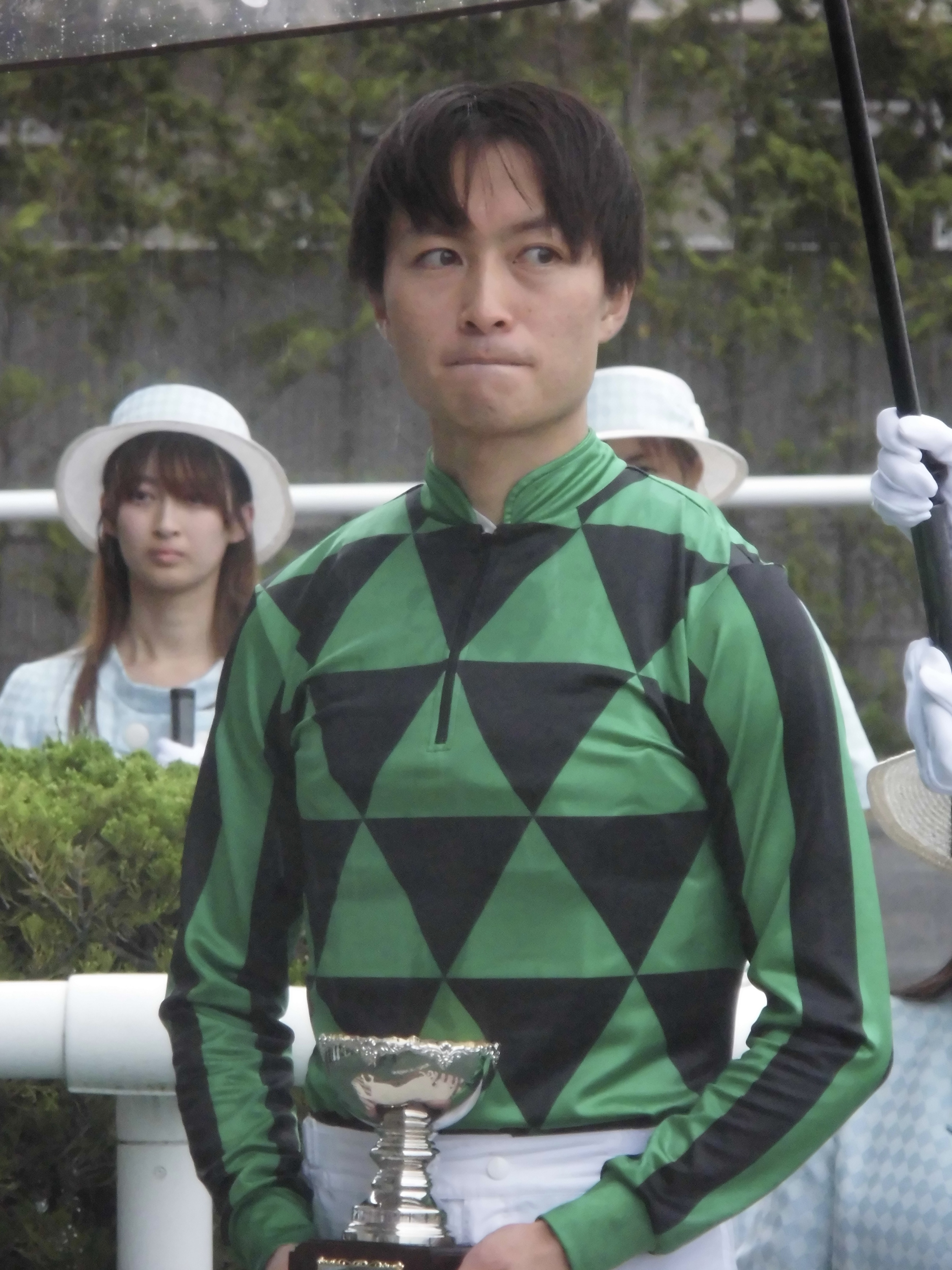
大和屋の勝負服を着用した杉原誠人

馬主としては、ハーツクライ (社台RH)などの競走馬の一口馬主を経て、個人馬主資格取得後、2012年のアーリントンカップ (GIII)・2013年の天皇賞（秋） (GI)・2014年の中山記念 (GII)、ドバイデューティーフリー (G1)、安田記念 (GI)を制したジャスタウェイ、同年の2歳新馬戦で初勝利デビューを飾り、重賞昇格直後のターコイズステークスで3着となったオツウなどの競走馬を保有している。
『烈車戦隊トッキュウジャー』第37話「理不尽クイズ」では、馬（チェスのナイト）をモチーフとする怪人の武器に「ジャスタウェイ」の名を用いている。元々は別の競走馬の名前であったが、許諾の問題もあり、大和屋が脚本を担当していたことから変更された。
『ルパンレンジャーVSパトレンジャー』第26話「裏のオークション」でのオークションの様子は、セレクトセールをモチーフとしている。
勝負服の柄は緑、黒うろこ、袖黒縦縞を使用している。

## 主な参加作品

### テレビアニメ

#### シリーズ構成
- 金色のガッシュベル!!（途中から）
- 銀盤カレイドスコープ
- BUZZER BEATER（WOWOW版）
- 銀魂
- 人造昆虫カブトボーグ V×V
- 武装錬金[14]
- BLUE DRAGON
- To LOVEる -とらぶる-
- ソウルイーター
- HEROMAN
- イクシオン サーガ DT[15]
- 暴れん坊力士!!松太郎

#### 脚本
五十音順（シリーズ構成担当作を除く）
- アークエとガッチンポーシリーズ
  - アークエとガッチンポー
  - アークエとガッチンポーてんこもり
- 明日のナージャ（ルージュ・ドゥ・ルーン名義）
- 犬夜叉
- ぐるぐるタウンはなまるくん
- 大江戸ロケット
- おジャ魔女どれみシリーズ
  - おジャ魔女どれみ
  - おジャ魔女どれみ♯
  - も〜っと! おジャ魔女どれみ
  - おジャ魔女どれみドッカ〜ン!
  - おジャ魔女どれみナ・イ・ショ
- 陰陽大戦記
- 学校の怪談
- キャシャーン Sins
- ギャラクシーエンジェルX
- ギャラクシーエンジェる〜ん
- キン肉マンII世シリーズ
  - キン肉マンII世
  - キン肉マンII世 ULTIMATE MUSCLE
  - キン肉マンII世 ULTIMATE MUSCLE2
- 幻想魔伝 最遊記
- Simoun
- スクラップド・プリンセス
- 聖闘士星矢Ω
- 戦場のヴァルキュリア
- 探検ドリランド
- 探偵学園Q
- 小さな巨人 ミクロマン
- デジモンシリーズ
  - デジモンアドベンチャー
  - デジモンフロンティア
  - デジモンセイバーズ
- 電波教師
- 東京アンダーグラウンド
- 東京ミュウミュウ
- .hack//黄昏の腕輪伝説
- トランスフォーマー ギャラクシーフォース
- NARUTO -ナルト-
- 鋼の錬金術師
- 遙かなる時空の中で〜八葉抄〜
- ブラック・ジャック
  - ブラック・ジャック スペシャル～命をめぐる4つの奇跡～
- マイアミ☆ガンズ
- マシュマロ通信
- まっすぐにいこう。
- 魔法戦士リウイ
- パラッパラッパー
- レレレの天才バカボン
- 名探偵コナン
- 焼きたて!!ジャぱん
- 夢のクレヨン王国
- ひみつのアッコちゃん
- 忍たま乱太郎

### 劇場アニメ
- 聖闘士星矢 天界編 序奏〜overture〜※横手美智子と共同脚本
- 劇場版 NARUTO -ナルト- 木ノ葉の里の大うん動会
- 劇場版 銀魂 新訳紅桜篇
- 劇場版 銀魂 完結篇 万事屋よ永遠なれ
- デジモンアドベンチャー LAST EVOLUTION 絆
- デジモンアドベンチャー02 THE BEGINNING[16]

### 特撮
- 魔法戦隊マジレンジャー
- 轟轟戦隊ボウケンジャー
- 美少女戦麗舞パンシャーヌ 奥様はスーパーヒロイン!
- Kawaii! JeNny
- 侍戦隊シンケンジャー
- 天装戦隊ゴセイジャー
- 烈車戦隊トッキュウジャー
- 快盗戦隊ルパンレンジャーVS警察戦隊パトレンジャー

### 映画
- 天装戦隊ゴセイジャー エピックON THEムービー

### オリジナルビデオ
- 轟轟戦隊ボウケンジャーVSスーパー戦隊
- 烈車戦隊トッキュウジャー さらばチケットくん! 荒野の超トッキュウバトル!!

### ドラマCD
- 『デジモンフロンティア オリジナルストーリー 伝えたいこと』（友樹＆純平）

### ネット動画
- おジャ魔女どれみ お笑い劇場

### 出演
- 魔女見習いをさがして（居酒屋店員）

## 作詞した作品
おジャ魔女どれみシリーズ
- キャラクターミニアルバム『飛鳥ももこ』
  - 世界はラブアンドピース（歌：宮原永海（飛鳥ももこ））
- 『おジャ魔女ドッカ〜ン! ソングライブラリィ!!』
  - 深爪ファイター 〜キャンディ伊藤のテーマ（歌：松本美和（キャンディ伊藤））
- 『キャラクター・ヴォーカルコレクション 6年1組盤』
  - カツジ・マンガ・コクハク?（歌：堂ノ脇恭子（横川信子）／壱智村小真（丸山みほ））
  - 深爪ファイター 〜キャンディ伊藤のテーマ（歌：茉雪千鶴（工藤むつみ））
- 『キャラクター・ヴォーカルコレクション 6年2組盤』
  - フラワーベッド（歌：壱智村小真（小泉まりな））
  - ブツバツナイスガイ（歌：家富ヨウジ（山内信秋））

金色のガッシュベル!!
- キャラクターソング『チチをもげ! 〜モアもげ! ヴァージョン〜』
  - 作詞：雷句誠／大和屋暁、歌：高橋広樹（パルコ・フォルゴレ）

  1. チチをもげ! 〜モアもげ! ヴァージョン〜
  2. 無敵フォルゴレ〜イタリア野郎ヴァージョン〜
  3. チチをもげ! 〜ハイパーもげ! ミックス〜
- ベリーメロン〜私の心をつかんだ良いメロン〜
  - 作詞：雷句誠／大和屋暁、歌：若本規夫（ビクトリーム）

銀魂
- カトケン・サ・ン・バ!
  - 作詞：大和屋暁 作曲：Audio Highs 編曲：Audio Highs 歌：カトケン（田中一成）
- 万事屋ブルース
  - 作詞：大和屋暁 作曲/唄：灰津尾出男
- 寺門通ファーストアルバム『浮世のことなんて今日は忘れて楽しんでいってネクロマンサー』
  - 作詞：空知英秋/大和屋暁 作曲：Audio Highs 編曲：Audio Highs 歌：寺門通（高橋美佳子）

  1. お前の母ちゃん何人だ!
  2. お前の父ちゃんチョメチョメ
  3. お前の兄ちゃん○○○○○（ひきこもり）
  4. チョメ公なんざクソくらえ
  5. 放送コードがなんぼのもんじゃい
  6. お前と×（ピー）ちゃん飲んだくれ
  7. ダイナマイト再開〜昼下がりの専業主婦〜（歌：お通ちゃん&鬼子母神春菜）
  8. お前のバアちゃんお前のバッシュ履いてた
- ダンボールの神様
  - 作詞:大和屋暁 作曲：Audio Highs 歌：MADAO（立木文彦）

## 著書
- 『BLUE DRAGON 天界の七竜〜空中都市の闘い〜』（2009年6月4日、集英社、漫画・大竹紀子） ISBN 978-4-08-874696-8
- 『小説 侍戦隊シンケンジャー 三度目勝機』（2013年11月30日、講談社、原作・八手三郎） ISBN 978-4-0631-4866-4
- 『ジャスタウェイな本 世界最強馬との1640日』（2015年2月14日、ベストセラーズ） ISBN 978-4-5841-0428-6
- 『ふるさと納税 完全制覇読本』（2015年11月11日、光文社、藤村恵子との共著） ISBN 978-4-3347-8683-0
- 『デジモンアドベンチャー LAST EVOLUTION 絆 映画ノベライズ』（2020年2月7日、ダッシュエックス文庫、小説・真紀涼介） (ISBN 978-4-08-631355-1)
- 『デジモンアドベンチャー LAST EVOLUTION 絆 映画ノベライズ みらい文庫版』（2020年2月7日、集英社みらい文庫、小説・河端朝日） (ISBN 978-4-08-321556-8)

## 連載
- 週刊Gallop『○○だけど馬主』